# كيل براون
كيل براون (بالإنجليزية: Kiel Brown) هو لاعب هوكي الحقل أسترالي، ولد في 1 مايو 1984 في توومبا في أستراليا.

## وصلات خارجية
- كيل براون على موقع الاتحاد الدولي للهوكي (الإنجليزية)
- كيل براون على موقع اللجنة الأولمبية الدولية (الإنجليزية)
- كيل براون على موقع أوليمبيديا (الإنجليزية)
- كيل براون على موقع اللجنة الأولمبية الأسترالية (الإنجليزية)
- كيل براون على موقع اتحاد ألعاب الكومنولث (مؤرشف) (الإنجليزية)